# Escut de Salem
L'escut de Salem és un símbol representatiu oficial del municipi valencià de Salem (la Vall d'Albaida). Té el següent blasonament:
| « | Escut quadrilong de punta redona partit. Al primer quarter, en camp d'atzur, un xiprer de sinople, sobre terrassa del mateix color, ressaltant amb un sabre d'argent i un bastó de comandament d'or, i amb un filacteri de blanc sense llegenda per darrere del tronc del xiprer. Al segon quarter, de gules, una balança d'or. Per timbre, una corona reial oberta. | » |

## Història
Resolució de 31 de juliol de 2007, del vicepresident primer i conseller de Presidència, publicada al DOCV núm. 5.616, de 10 d'octubre de 2007.
A la primera partició, les armes tradicionals de Salem, d'ús immemorial. A la segona, les balances són el senyal de sant Miquel, patró del poble i titular de la parròquia.